# Hoebroeksloot
De Hoebroeksloot is een beek in de Nederlandse gemeentes Weert en ligt in het stroomgebied van de Maas.

## Ligging
De beek ontspringt in buurtschap De Horst ten zuidwesten van het dorp Stramproy en stroomt in zuidoostelijke richting. De beek passeert buurtschap Breyvin waar de Breyvinkapel bij de brug over de beek gebouwd is. In Houtbroek kruist de beek de N292. Daarna vormt de beek over een lengte van ongeveer 800 meter de landsgrens met België. Ten slotte vloeit de beek samen met de uit België komende Brandbeek om de Vliet te vormen.